# 大洛訥山
46°27′45″N 7°36′0″E / 46.46250°N 7.60000°E

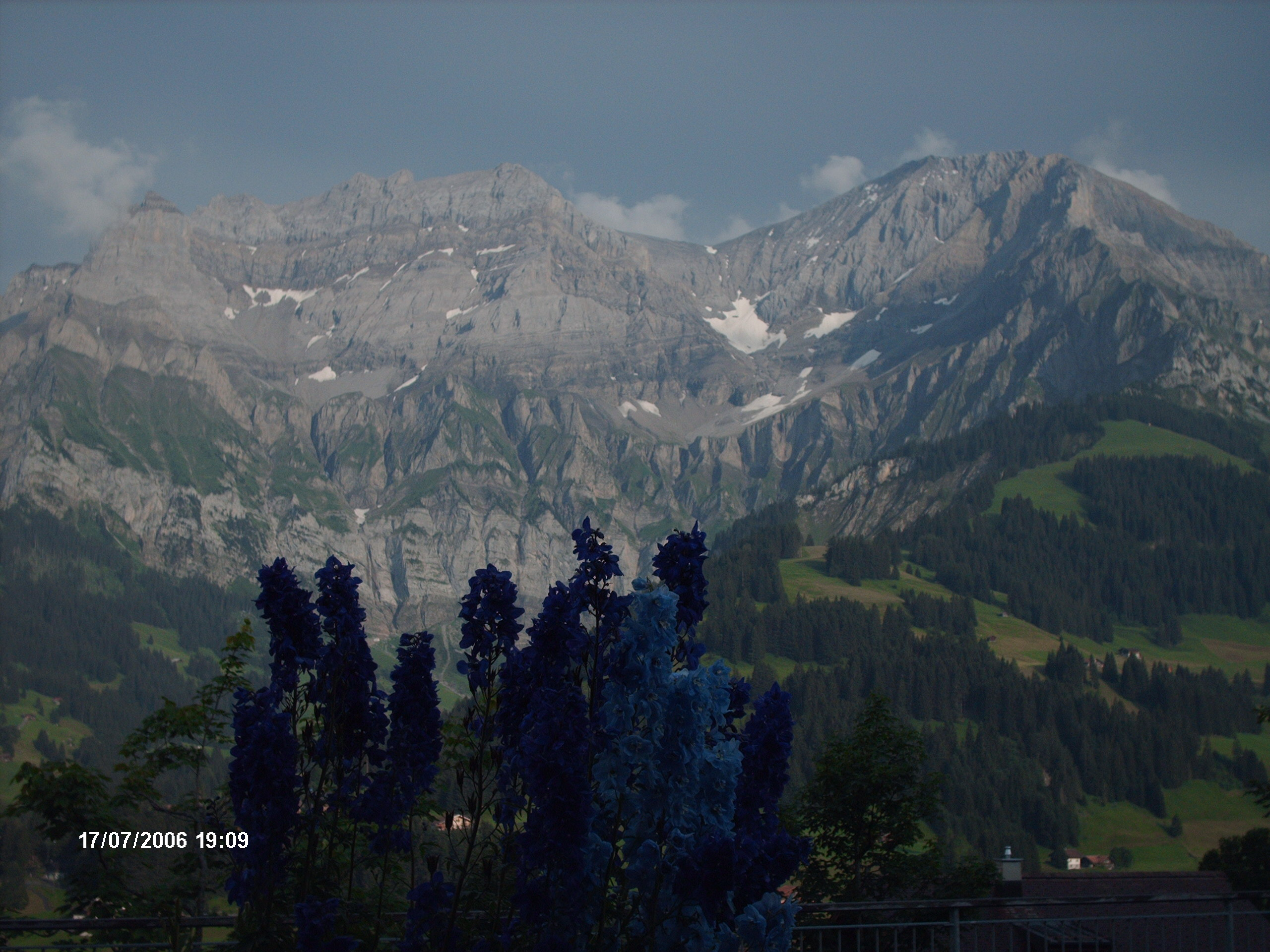

大洛訥山（Lohner），是瑞士的山峰，位於該國西部，由伯恩州負責管轄，屬於伯爾尼山的一部分，該山峰海拔高度3,049米，每年平均降雨量1,585毫米。